# Kivikylän Areena
Kivikylän Areena (poprzednie nazwy: DNA Areena, Lännen Puhelin Areena, Äijänsuo Areena, Rauman Jäähalli) – wielofunkycjna hala sportowa znajdująca się w fińskim mieście Rauma. Głównym użytkownikiem hali jest klub hokejowy Rauman Lukko – drużyna występująca w najwyższej klasie rozgrywkowej Finlandii – Liiga.
W 2007 roku odbył się tutaj turniej elity mistrzostw świata juniorów w hokeju na lodzie, rozegrane zostały tutaj mecze fazy grupowej, czyli 11 spotkań, w tym mecz otwarcia Finlandia – Szwecja) oraz grupy spadkowej (4 spotkania).
Obiekt dwukrotnie został odnawiany w 1992 i 2005 roku, zaś w 2006 i 2013 powiększano widownię hali.